# 피비 브리저스
피비 브리저스(Phoebe Bridgers, 1994년 8월 17일 ~ )는 미국의 싱어송라이터, 기타리스트, 제작자다. 솔로 데뷔 앨범 《Stranger in the Alps》를 2017년에 냈으며 2020년의 두 번째 앨범 《Punisher》로 평단의 찬사를 받으며 제63회 그래미 어워드(2021년) 올해의 신인상을 비롯하여 네 개 부문에 후보로 올랐다.보이지니어스(boygenius)에서 줄리엔 베이커, 루시 다커스와 함께 활동하며 코노 오버스트와 베터 오블리비언 커뮤니티 센터(Better Oblivion Community Center)로도 활동하고 있다.

## 어린 시절
피비 루실 브리저스(Phoebe Lucille Bridgers)는 1994년 8월 17일 미국 캘리포니아 파사데나에서 태어나고 자랐으며 어린 시절 잠시 캘리포니아 유카이어에서 지내기도 했다. 어렸을 때 브리저스는 파사데나 농산물 직매장에서 버스킹을 하며 용돈을 벌기도 했다. 파사데나의 세쿠오야 학교와 로스 엔젤레스 카운티 예술고등학교를 졸업하고 버클리 음악대학에서 1학년 오리엔테이션 이후 자퇴했다.

## 음악 경력

### 2014-2018년: 활동의 시작과 《Stranger in the Alps》
학교를 다니면서 브리저스는 아인슈타인스 더티 시크릿, 슬라피 제인 등 여러 밴드에서 활동하였고 로스 엔젤레스에서 솔로로 공연을 하곤 했다. 그러다가 함께 활동하던 해리슨 휫포드를 통해 싱어송라이터인 라이언 아담스를 만나게 되었고 그의 레코드 레이블인 PAX AM을 통해 2014년 EP 《Killer》를 발매하게 된다.
2017년 1월, 피비 브리저스는 싱글 <Smoke Signals>를 출시하고 코너 오버스트의 유럽 투어에 오프닝으로 참여한다. 이 둘은 전 해 여름 LA의 부트렉 극장에서 오버스트가 주최한 시크릿 쇼케이스 때 만났고 코너와 브라이트 아이스의 멤버인 마이크 모기스는 브리저스의 《Stranger in the Alps》 앨범에 보컬과 제작으로 참여했다. 2017년 3월 브리저스는 사우스 바이 사우스웨스트에서 연주하기 전에 조이 포미더블과 라이언 아담스의 미국 투어에 몇 차례 함께 했다. 6월에 인디 레이블인 데드 오션스와 계약하고 9월에 데뷔 앨범 《Stranger in the Alps》를 발매하여 평단의 극찬을 받았다. 토니 버그와 에단 그루스카, 롭 무스가 제작으로 참여했고 이들은 이후 계속하여 브리저스와 함께 작업하게 된다. 앨범 홍보를 위해 브리저스는 CBS의 <디스 모닝>과 NPR의 <타이니 데스크>에 출연하였고 앨범 수록곡들은 2018년 내내 여러 TV 방송들인 <스위치드 앳 버스>, <캐슬>, <버든 오브 트루스>, <리썰 웨폰>, <트링켓츠> 등에 사용되었다.
피비 브리저스는 "연쇄협업자"라는 별명을 갖고 있는데 피처링을 하거나 협업을 한 이들로는 존 후론, 피오나 애플, 매트 버닝거, 더 내셔널, 맨체스터 오케스트라, 더 1975, 매기 로저스, 키드 쿠디 등등이 있고 함께 앨범 전체를 작업한 이들로는 코노 오버스트, 줄리앤 베이커, 루시 데이커스가 있다.

### 2018-2019년: 보이지니어스와 베터 오블리비언 커뮤니티 센터

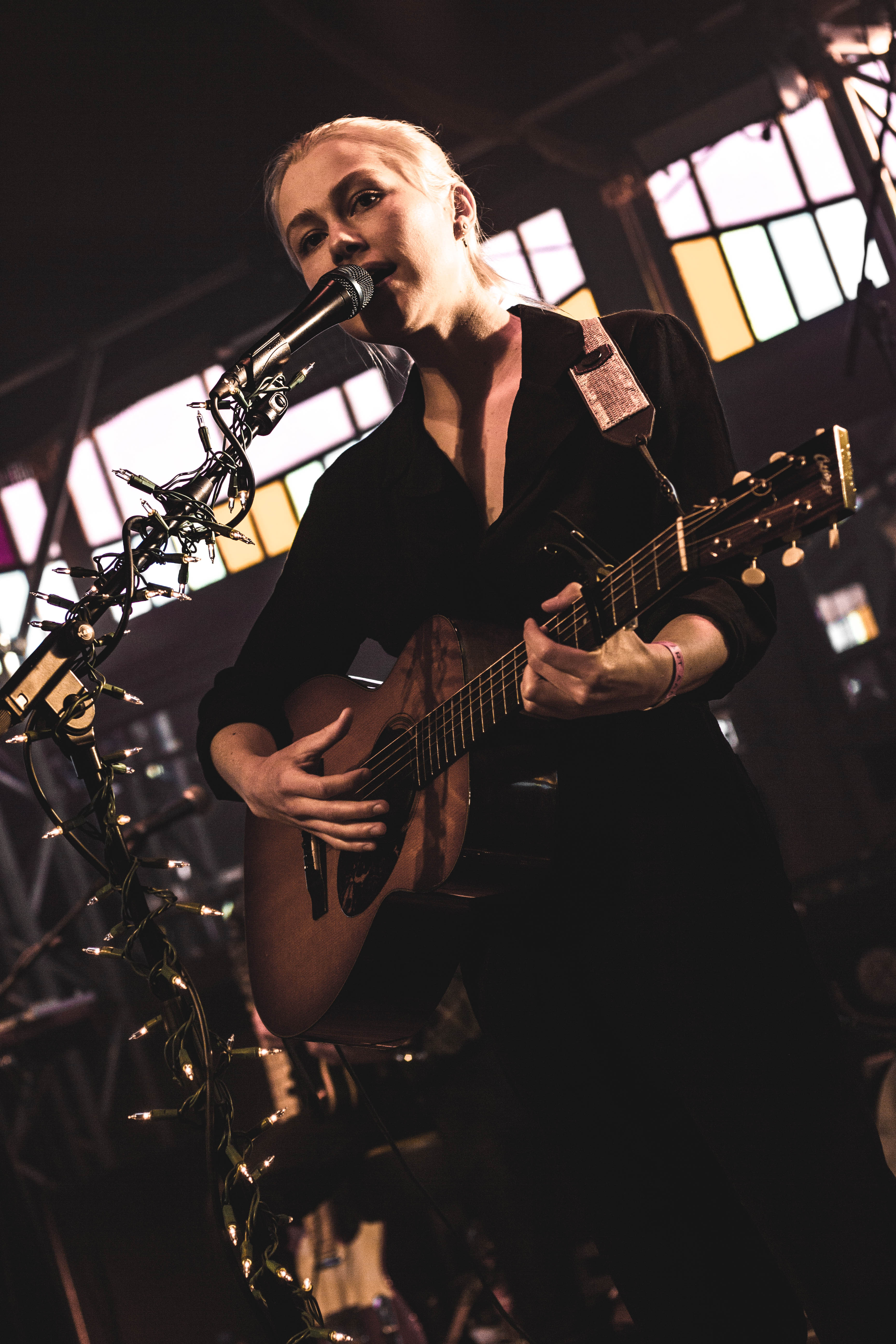
2018년 할던 팝 페스티벌에서 공연하는 피비 브리저스

2018년 피비 브리저스는 인디 싱어송라이터인 줄리엔 베이커, 루시 다쿠스와 보이지니어스(Boygenius)라는 이름의 팀을 이루어 마타도어 레코드와 계약했다. 이들은 8월에 세 곡을 발표했고 10월 26일에 밴드와 동명의 EP를 발매하여 국제적인 명성을 얻었는데 피치포크는 이들을 가리켜 "마술적이다"라고 했다. 보이지니어스는 11월에 미국 투어를 벌였고 세스 메이어스의 <레잇 나잇>과 NPR의 <타이니 데스크>에 출연했다.
코노 오버스트와 함께 브리저스는 2019년 1월 스티븐 콜버트의 <레잇 쇼>에 출연하여 베터 오블리비언 커뮤니티 센터(Better Oblivion Community Center)라는 밴드를 함께 만든다고 했다. 이들은 데드 오션스 레이블을 통해 그 달 말에 데뷔 앨범을 발매했고 CBS의 <더 모닝>과 NPR의 <타이니 데스크>에 출연했다. 타이니 데스크를 제작한 밥 보일른은 이 앨범에 대해 "서로가 서로의 창의적인 면에 생기를 불어넣는 매우 희귀한 음악 파트너다"라고 평했다.

### 2020년-현재: 《Punisher》
2020년 2월 26일 싱글 <Garden Song>과 뮤직 비디오를 내놓았고 4월에는 더 1975가 브리저스의 피처링이 담긴 곡 <Jesus Christ 2005 God Bless America>를 싱글로 냈다. 이 곡은 이후 나올 정규 앨범 《Notes on a Conditional Form》 수록곡인데 이 앨범에서 브리저스는 세 곡에 피처링을 했고 여름에 투어를 계획했으나 코로나-19 팬더믹으로 인해 취소되었다. 2020년 4월 9일 싱글 <Kyoto>를 내면서 브리저스는 인스타그램을 통해 두 번째 앨범 《Punisher》를 2020년 6월 19일 발매할 예정이라고 밝혔다. 6월 18일 앨범을 발매하며 브리저스는 "다시 '정상화'가 될 때까지 앨범 발매를 미루지 않을 것이다. 그래서는 안될 것 같아서다. 그래서 조금 일찍 발매했다"고 덧붙였다. 이 앨범은 두루두루 호평을 받았다. 7월에는 싱글 〈I Know the End>의 뮤직 비디오를 출시했다. 《Punisher》 앨범을 작업하면서 브리저스는 크리스천 리 휴스톤의 앨범 《Beginners》 제작도 맡아서 진행했고 이는 5월에 안티- 레코드를 통해 발매되었다. 9월에는 언포스드 콘서트 시리즈의 일환으로 레드 록 앰피시에터에서 4백만명의 온라인 관중들과 함께 공연을 벌였고 10월에는 데드 오션스 산하에 새디스트 팩토리라는 자신의 레이블을 만든다고 발표했다.
2020 미국 대통령 선거의 결과를 기다리던 11월 3일, 브리저스는 트위터를 통해 만약 당시의 대통령이었던 도널드 트럼프가 선거에서 진다면 구 구 달스의 <Iris>를 부르겠다고 했다. 이 커버곡은 매기 로저스와 듀엣으로 불러 피비 & 매기라는 이름으로 브리저스의 밴드캠프 페이지에 11월 13일 하루만 공개되어 28,000건의 다운로드가 이루어졌다. 이후 수익금은 조지아 주와 미 전역에 걸친 공정한 선거를 위한 스테이시 아담스의 "페어 파이트" 활동단체에 의해 홍보용으로 사용되었다. 11월 10일, 브리저스는 《Punisher》 앨범 수록곡 네 개를 롭 무스와 함께 다시 작업하여 《Copycat Killer》라는 제목의 EP로 낸다고 했다. 《Copycat Killer》는 2020년 11월 20일 디지털판으로 발매되었다. 11월 23일에는 메를 해거드의 곡 <If We Make It Through December>를 리메이크하였고 수익금은 로스 엔젤레스의 다운타운 워먼스 센터로 보내어졌다.
63회 그래미 어워드에서 브리저스는 최우수 신인 아티스트, 최우수 록 연주, 최우수 록 송, 최우수 얼터너티브 음악 앨범 네 개의 부문에 후보로 올랐다. 2020년 12월 1일에는 피비 월러-브릿지가 감독하고 폴 메스컬이 출연한 <Savior Complex> 뮤직 비디오가 출시되었다. 2020년에 발매된 키드 쿠디의 앨범 《Man on the Moon III: The Chosen》 수록곡 <Lovin Me>에 피처링을 했고 찰리 힉키의 노래 두 곡에 백 보컬로 참여했다. 세터데이 나잇 라이브 46차 시즌 열 한 번째 에피소드에 출연하여 <Kyoto>와 〈I Know the End>를 불렀고 마지막에 무대에 있던 가짜 모니터에 기타를 후려치는 액션을 했다. 2021년 3월 9일 스포티파이 싱글스에 존 프라인의 <Summer's End>, 잭슨 브라운이 피처링한 버전의 <Kyoto>, 그리고 큐어의 <Friday I'm in Love> 리메이크를 선보였다.

## 예술성
피비 브리저스의 음악은 인디 록, 인디 포크, EMO 포크로 분류된다. 주로 어쿠스틱 기타 중심에 현악기들, 전자 악기들이 감싸는 스타일이다. 그녀의 음악은 "불안", "우울", "스산한 아름다움" 등으로 묘사된다. 가사의 주제들 중에는 죽음, 트라우마, 테라피, 우울증, 불편한 관계 등이 있고 자신만의 건조한 위트로 가볍게 만들어 직설적으로 전달한다. 아버지와의 불편한 관계를 다룬 <Kyoto>, 연인과의 헤어짐에 관한 <Motion Sickness>와 <ICU>같은 개인적 이슈를 다룬 곡들도 있다. <Golden Song>과 같이 복잡한 구조의 이야기 전개와 연상을 불러일으키는 형상화 기법 등 또한 평론가들의 극찬을 받고 있다.
가장 좋아하는 아티스트 중 하나로 엘리엇 스미스를 꼽으며 자신의 작곡과 제작 스타일에 지대한 영향을 끼쳤다고 했다. <Punisher>라는 곡은 엘리엇 스미스가 아직 살아있다는 가정 하에 그와 만나는 내용을 담고 있다. 그 외에 영향으로는 블루그래스 음악, 브라잇 아이스, 리플레이스먼츠, 블레이크 밀스, 톰 웨이츠, 에이브릴 라빈, 비틀즈, 잭슨 브라운, 나인 인치 네일스 등을 언급했다. 브리저스의 음악은 여러 대중문화 요소들이 녹아져 있다. 《Punisher》 앨범에는 작가 존 디디온의 글, ASMR 비디오, TV 시리즈 <플리백>, 실제 사건을 다루는 팟캐스트 <마이 페이버릿 머더> 등의 영향이 담겼다.

## 사생활
피비 브리저스는 양성애자다. 라이언 아담스와 2014년부터 데이트를 시작하였는데 결국 헤어졌는데 <Motion Sickness>는 이 이별에 관한 노래다. 브리저스를 포함하여 몇몇 여성들이 라이언 아담스의 정서적 학대에 대해 2019년 <뉴욕 타임즈>의 기사를 통해 토로했다. 이후 브리저스는 투어 드러머이자 음악적 협업자인 마샬 보와 2017년까지 사귀었고 그들의 관계를 다룬 싱글 <ICU>를 함께 쓰기도 했다. <Scott Street>과 <Smoke Signals> 역시 보에 관한 노래로 여겨진다. 이 둘은 여전히 친구이자 협업자로 함께 활동하고 있다.
브리저스는 심각한 우울장애와 불안증으로 인해 치료를 받고 있다고 밝혔다.

## 정치 활동
피비 브리저스는 피오나 애플, 매트 버닝거와 함께 사이먼 앤 가펑클의 1966년 노래 <7 O'Clock News/Silent Night>를 발매했는데 2019년 보담 진 살해사건, 오피오이드 유행병, 도날드 트럼프 대통령의 첫 탄핵 재판에서 믹 멀배이니의 증언 등을 반영한 곡이었다. 브리저스는 이 곡을 내면서 "도날드 트럼프로 인해 실제적으로, 또 상징적으로 찢겨진 가족들에게 좋은 휴일이 되었으면 한다. 그리고 인종주의자, 외국인 혐오자, 여성 혐오자, 위선적인 이들은 엿이나 드시라"고 했다. 2020년에는 자신의 웹사이트를 통해 인종 평등을 위한 단체에 후원을 독려했고 조지 플로이드 사건으로 인한 시위 중에 발매된 《Punisher》를 통해 경찰 폐지를 촉구했다. 그리고 매기 로저스와 함께 <Iris> 리메이크 싱글을 발매하여 스테이시 아담스의 "페어 파이트" 운동을 후원하였는데 이 곡은 도널드 트럼프가 2020 대통령 선거에서 패배할 경우에 내겠다고 약속했었다. 2020년 10월, LA와 뉴욕의 플랜드 페어런트후드 후원을 위한 "빌리지 오브 러브" 버추얼 자선 공연에서 공연했다.

## 음반 목록
- Stranger In The Alps (2017)
- Punisher (2020)